# Wallace M. Greene junior

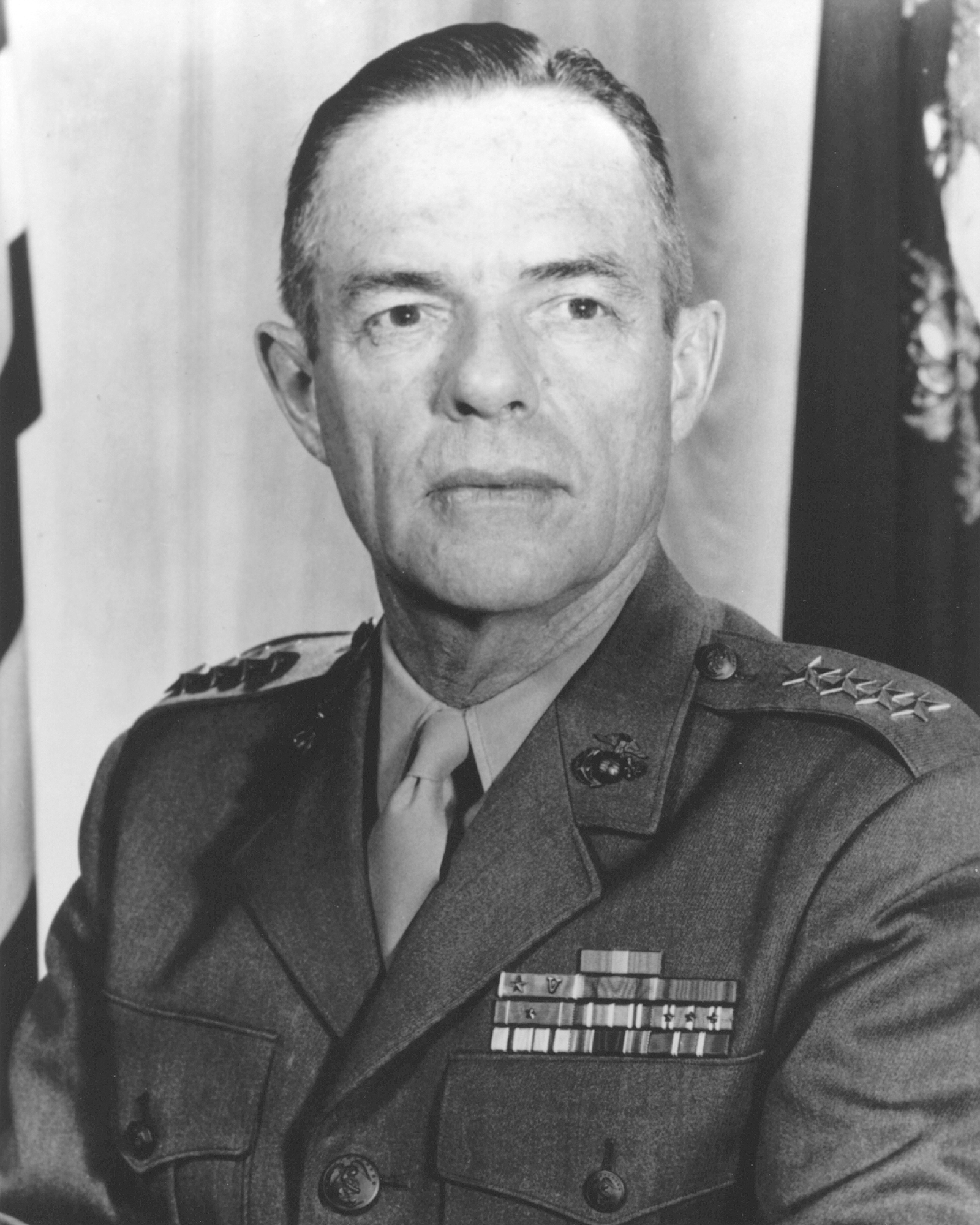
Wallace M. Greene

Wallace Martin Greene junior (* 27. Dezember 1907 in Waterbury, Vermont; † 8. März 2003 in Alexandria, Virginia) war ein General des United States Marine Corps und diente auf dem pazifischen Schauplatz während des Zweiten Weltkrieges. Greene war an den Planungen der Invasionen der Marshallinseln sowie von Tinian und Saipan beteiligt. In den 1950er Jahren war er stellvertretender Kommandierender General der 2. US-Marineinfanteriedivision, sowie Kommandeur des MCRD Parris Island und der MCB Camp Lejeune. Ab 1960 war er Stabschef im Hauptquartier des Marine Corps, bevor er zum 23. Commandant of the Marine Corps (1964–1967) ernannt wurde. In seine Amtszeit fiel die Aufstockung von 178.000 auf ca. 300.000 aktive Soldaten und die „MarCor 85“-Studie.

## Leben

### Frühe Jahre und Zwischenkriegszeit
Wallace Martin Greene kam am 27. Dezember 1907 in Waterbury, im US-Bundesstaat Vermont zur Welt. Zu seinen Vorfahren zählt Nathanael Greene, ein General des Amerikanischen Unabhängigkeitskrieges. Nach dem Abschluss der High School in Burlington im Jahre 1925, besuchte er ein Jahr lang die 
University of Vermont, bevor er sich an der US Naval Academy in Annapolis, Maryland, einschrieb. Nach dem Abschluss an der Akademie am 5. Juni 1930 erhielt Greene sein Offizierspatent als Second Lieutenant des US Marine Corps. Nach Kursen an der Basic School auf der Philadelphia Navy Yard im Juni 1931, diente er auf der Portsmouth Naval Shipyard. Nach einer Schulung für den Seedienst verbrachte Greene die nächsten Monate bei der Marine-Corps-Abteilung an Bord des Schlachtschiffes Tennessee (BB-43), bevor er im März 1934 in die Vereinigten Staaten zurückkehrte. Seine nächsten Dienstposten waren in Pensacola, Florida, Quantico, Virginia und Lakehurst, New Jersey, wo er im November seine Beförderung zum First Lieutenant erhielt.
Mit Ausnahme der Belegung eines Kurses zum Thema chemische Kriegführung in Edgewood, Maryland, blieb Greene bis März 1936 in Lakehurst stationiert. Danach wurde er nach San Diego, Kalifornien, versetzt, wo er sich auf seinen bevorstehenden Überseeeinsatz vorbereitete. Im darauffolgenden Oktober kam er auf die Pazifikinsel Guam, bevor er im Juni 1937 zum 4th Marine Regiment nach Shanghai, den sogenannten China Marines, versetzt wurde. Dort wurde seine Einheit der 2. US-Marineinfanteriebrigade unterstellt und Greene im September zum Captain befördert. Mit seiner Einheit schützte er in den Wirren des Zweiten Japanisch-Chinesischen Krieges das Internationale Viertel von Shanghai und kehrte im August 1939 in die Vereinigten Staaten zurück.

### Zweiter Weltkrieg
Nach der Absolvierung eines Kurses an den in Quantico beheimateten Marine Corps Schools wurde Greene im Mai 1940 Kompaniechef der „Chemiekompanie“ in der 1. US-Marineinfanteriebrigade, die ebenfalls in Quantico stationiert war. Aufgrund der drohenden Kriegsgefahr wurde die Brigade im November nach Guantánamo Bay auf Kuba verlegt, wo sie unter ihrem Kommandeur Holland M. Smith intensiv amphibische Landungen trainierte. Dort wurde sie aufgestockt und schließlich im darauffolgenden Februar zur 1. US-Marineinfanteriedivision umgegliedert. Die Division wurde ab April in Quantico und später in New River, North Carolina, (heute MCB Camp Lejeune) stationiert, wo Greene stellvertretender Operationsoffizier im Führungsstab des Verbandes wurde.
Im November 1941 wurde Greene nach Europa versetzt, wo er als Beobachter bei der britischen Royal Navy tätig war. Nach dem US-amerikanischen Kriegseintritt in den Zweiten Weltkrieg auf Seite der Alliierten, absolvierte er neben seiner eigentlichen Tätigkeit die British Amphibious Warfare School im schottischen Inveraray und die Royal Engineer Demolitions School in Ripon, England. Dort erhielt Greene im Januar 1942 seine Beförderung zum Major und kehrte einen Monat später in seine Heimat zurück.
Als stellvertretender Stabschef für Operationen (G-3) der 3. US-Marineinfanteriebrigade, ging Greene nach Upolu, Westsamoa, wo er wenige Monate später zum Lieutenant Colonel ernannt wurde. Im November 1943 trat er in Pearl Harbor, Hawaii, den Posten als stellvertretender Stabschef der Taktikgruppe 1 des V Amphibious Corps an, wo er für die Planung und Ausführung der Invasion der Marshallinseln mit der Legion of Merit ausgezeichnet wurde. Nach der im März erfolgten Auflösung der Gruppe, wurde Greene stellvertretender Stabschef der 2. US-Marineinfanteriedivision und nahm an den Schlachten um Saipan und Tinian teil. Aufgrund seiner dabei erfolgten herausragenden Leistung wurde ihm eine weitere Legion of Merit verliehen. Greene verblieb bis September 1944 bei der 2. Division und wurde im Anschluss daran stellvertretender Stabschef der Planungs- und Taktikabteilung im Hauptquartier des Marine Corps in Washington, D.C. Diesen Posten hatte er bis Juli 1945 inne, bevor er stellvertretender Leiter der Personalabteilung wurde.

### Nachkriegszeit
Im April 1946 wurde Greene zur Naval Amphibious Base Little Creek nahe Virginia Beach in Virginia bestellt, wo er bis Mitte 1948 im amphibischen Ausbildungszentrum der US-Atlantikflotte tätig war. Dort wurde Greene zum Colonel befördert. Die nächsten zwei Jahre diente er als stellvertretender Stabschef der Fleet Marine Force Pazifik, bevor er in Quantico Chef der Bewaffnungs- und später zusätzlich der Planungs- und Evaluierungsabteilung der Marine Corps Schools wurde. Zwischen August 1952 und Juni 1953 absolvierte er das National War College und arbeitete danach als Berater der Joint Chiefs of Staff für Angelegenheiten mit dem Nationalen Sicherheitsrat. Im Rahmen dieser Arbeit erhielt Greene seine Beförderung zum Brigadier General, die am 1. September 1955 erfolgte. Im selben Monat wurde er stellvertretender Kommandierender General der in Camp Lejeune ansässigen 2. US-Marineinfanteriedivision.
Im Mai 1956 wurde Greene zum MCRD Parris Island beordert, um die Umstände der sogenannten Ribbon Creek-Tragödie zu untersuchen. Dabei ertranken am vorangegangenen 8. April sechs Rekruten bei einem als Disziplinarstrafe gedachten Nachtmarsch im Flussbett des Ribbon Creek. Greene übernahm daraufhin das Kommando des Rekrutenausbildungszentrums und reformierte das Grundausbildungskonzept und erklärte solche Strafmaßnahmen für illegal. Im März 1957 wurde er Kommandeur der gesamten Basis, aber bereits im darauffolgenden Juli versetzt und zum kommandierenden General der Marine Corps Base Camp Lejeune ernannt. Mit Jahresbeginn 1958 wurde Greene in das Hauptquartier des US Marine Corps versetzt, wo er als stellvertretender Chef des Stabes und zusätzlich zwischen März und Dezember 1959 als Chef der Planungsabteilung diente. Den Rang eines Major Generals erhielt er im August 1958, und den eines Lieutenant Generals am 1. Januar 1960, zeitgleich mit dem Posten des Chefs des Stabes im Hauptquartier des US Marine Corps.

### Commandant des US Marine Corps
Am 24. September 1963 wurde Greene vom damaligen US-Präsidenten John F. Kennedy als 23. Commandant of the Marine Corps nominiert und vom US-Senat am 17. Oktober bestätigt. Am 1. Januar 1964 folgte der zum General beförderte Greene seinem Vorgänger General David M. Shoup auf dem Posten als Oberkommandierender aller US-Marines. Während dieser vierjährigen Dienstzeit nahm die Präsenz von US-Militäreinheiten in Südostasien, bedingt durch den erneut ausgebrochenen Vietnamkrieg, stark zu. Befanden sich 1964 nur wenige tausend US-Marines in dieser Gegend, waren es 1968 mit der III. Marine Expeditionary Force schon mehr als 100.000. Bezogen auf das gesamte Corps, stieg das aktive Personal von ca. 178.000 auf ca. 300.000 während Greens Amtszeit.
Gemeinsam mit einer Handvoll Offiziere machte sich Greene Gedanken über die Zukunft des US Marine Corps. Nicht zuletzt aus den Erfahrungen des parallel laufenden Krieges in Vietnam entstand die Studie „MarCor 85“. Sie beinhaltete für die damalige Zeit revolutionäre und utopisch klingende Methoden, wie u. a. die Zielmarkierung mit Hilfe von satellitengestützte Koordinaten.

### Ruhestand
Greene wurde am 31. Dezember 1967 in den Ruhestand versetzt und verbrachte viele Jahre in der Ortschaft McLean, Virginia. Er starb mit 95 Jahren am 8. Mai 2003 an einem multiplen Myelom in Alexandria, Virginia, und wurde mit militärischen Ehren am Nationalfriedhof Arlington beigesetzt.
Greene war seit 1931 mit Vaughan Hemsley Emory Greene (* 29. Juni 1912, † 26. März 2001) verheiratet und hinterließ einen Sohn, Lieutenant Colonel a. D. Wallace M. Greene III., und eine Tochter, Vaughn E. Greene.

## Auszeichnungen
Auswahl der Dekorationen, sortiert in Anlehnung der Order of Precedence of the Military Awards:
- Navy Distinguished Service Medal (2 x)
- Legion of Merit (2 x)
- Navy Unit Commendation
- Großkreuz des brasilianischen Ordens vom Kreuz des Südens